# Piotr Wiktor Lorkowski
Piotr-Wiktor Lorkowski (ur. 14 września 1968 w Nowem) – krytyk literacki, poeta, tłumacz, recenzent, w latach 1994–2002 redaktor dwumiesięcznika artystycznego Topos. Tłumaczył między innymi utwory Johanna Wolfganga von Goethego i Rainera Marii Rilkego.
W 1988 brał udział w strajku studenckim na Uniwersytecie Gdańskim. W 1996 został stypendystą Fundacji Boscha, a w 1999 i 2000 stypendystą DAAD. Mieszka w Sopocie, redaguje literacki serwis internetowy poetica. Wiersze, recenzje i eseje publikował w czasopismach krajowych (m.in. Zeszyty Literackie, Nowy Nurt, Studium, Pracownia, Twórczość, Odra) i zagranicznych (Ko, Vrabac, Haiku Novine).
W 2003 obronił na Uniwersytecie Gdańskim pracę doktorską, uzyskując tytuł doktora w dziedzinie nauk humanistycznych. Promotorem pracy był dr hab. Marek Jaroszewski.
Twórca i redaktor podcastu poetyckiego Nadmorze.

## Przekłady
- Wiersze Reinera Kunzego
- Ślady stóp wiatru: haiku z Niemiec, Austrii i Szwajcarii, Kraków 1996 (antologia)
- Johann Wolfgang Goethe, Epigramy weneckie = Venezianische Epigramme, Kraków 1999
- Rainer Maria Rilke, Pieśń o miłości i śmierci chorążego Krzysztofa Rilkego, Kraków 2001
- Georg Christoph Lichtenberg, Gryzmolnik, czyli 101 refleksji wybranych, Kraków 2003 (zbiór aforyzmów)